# 川内将嗣
川内将嗣（日语：／ Kawachi Masatsugu，1985年11月25日—），日本男子拳击运动员。他曾代表日本参加2010年和2014年亚洲运动会拳击比赛，获得一枚铜牌。他也曾参加2008年夏季奥林匹克运动会。